# خروس‌کلی نقاب‌دار
خروس‌کلی نقاب‌دار (نام علمی: Vanellus miles) نام یک گونه از سرده خروس‌کلی‌ها است.